# Eckbachweiher
Der Eckbachweiher im pfälzischen Leiningerland (Rheinland-Pfalz) ist ein Woog des Eckbachs. Woog werden in Südwestdeutschland vor allem künstlich angelegte Stauseen genannt.

## Geographie

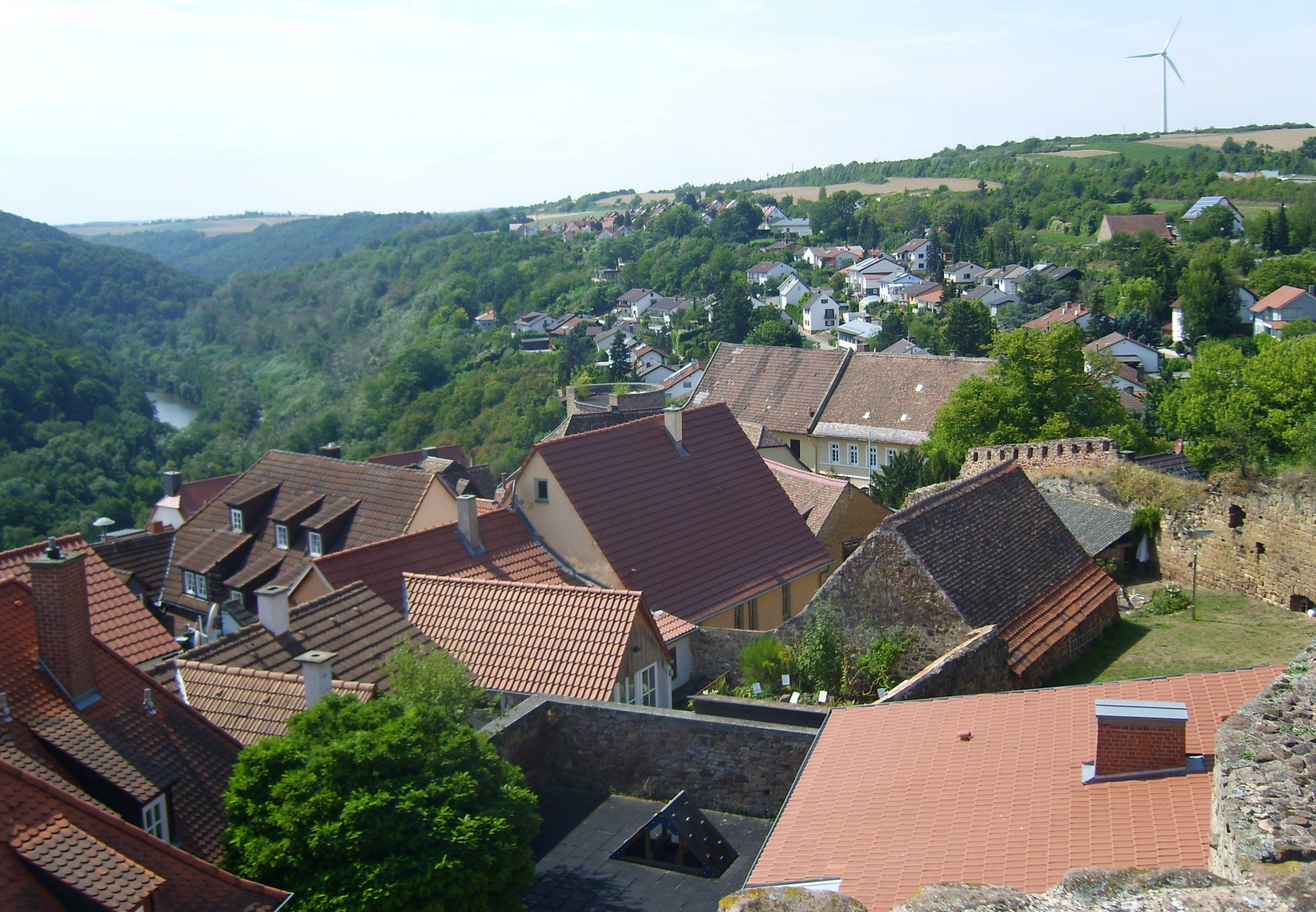
Ausblick von Burg Neuleiningen, hinten links der Eckbachweiher

Der Eckbachweiher liegt im Nordosten des Pfälzerwalds auf 183,5 m Höhe in der Gemarkung des Weilers Neuleiningen-Tal, der zur Ortsgemeinde Neuleiningen in der Verbandsgemeinde Leiningerland gehört. Das Gewässer erstreckt sich von Südwest nach Nordost südlich entlang der Talstraße, die mit der Landesstraße 520 (Carlsberg–Kleinkarlbach) identisch ist.
Auf den Randhöhen des Leininger Sporns verläuft nordwestlich des Eckbachtals parallel zu diesem in gut 300 m Höhe die Bundesautobahn 6 (Saarbrücken–Mannheim).
Ortschaften, die dem Gewässer am nächsten liegen, sind – im Uhrzeigersinn – Neuleiningen, Kleinkarlbach, Battenberg und Tiefenthal.

## Geschichte
Der Stausee wurde im Mittelalter in kleinerer Form angelegt und diente als Wasserspeicher für zwei Mühlen unterhalb. In den 1870er Jahren wurde der Staudamm erhöht, um das Füllvolumen des Sees zu vergrößern. Damit war das Eckbachtal besser gegen Hochwasser geschützt, das besonders im Frühjahr nach schneereichen Wintern auftreten konnte. Der Eckbachweiher stellte auch in Trockenperioden den Betrieb der beiden Mühlen sicher. Die Obermühle, später Steingutfabrik Jacobi, Adler & Co., 400 m unterhalb des Staudamms ist untergegangen. Ihr Name hat sich in demjenigen eines Wohnplatzes erhalten. Die Felsenmühle weitere 400 m östlich ist ein großer, gut restaurierter und ansprechend ergänzter Gebäudekomplex, der sich um einen gepflasterten Innenhof gruppiert und als Hotel-Restaurant betrieben wird.

## Anlage
Entsprechend dem recht engen Eckbachtal ist der Stausee lang und schmal. Seine Länge beträgt 560 m, seine maximale Breite 32 m.

## Sehenswürdigkeiten und Kultur

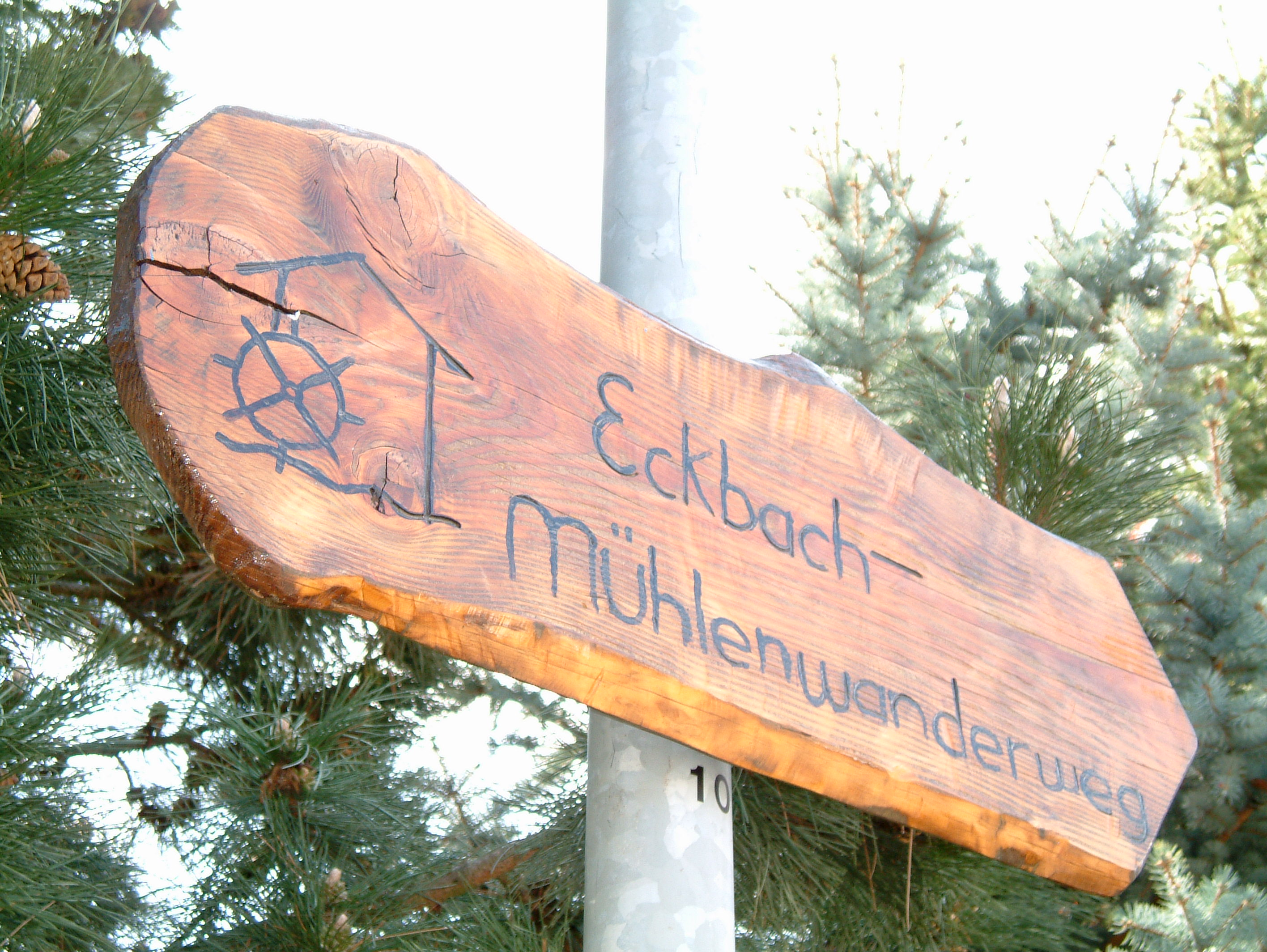
Mühlenwanderweg
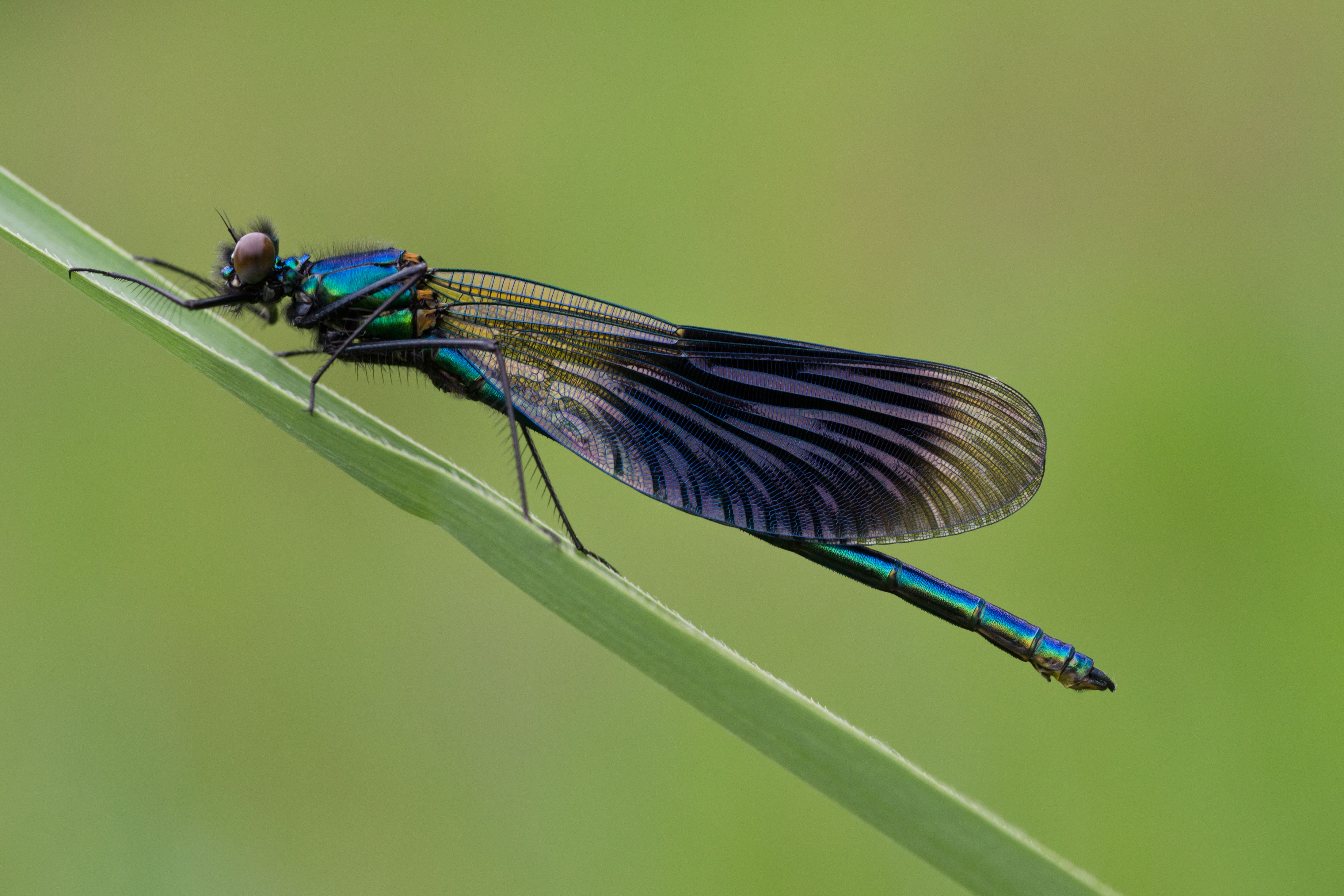
Gebänderte Prachtlibelle
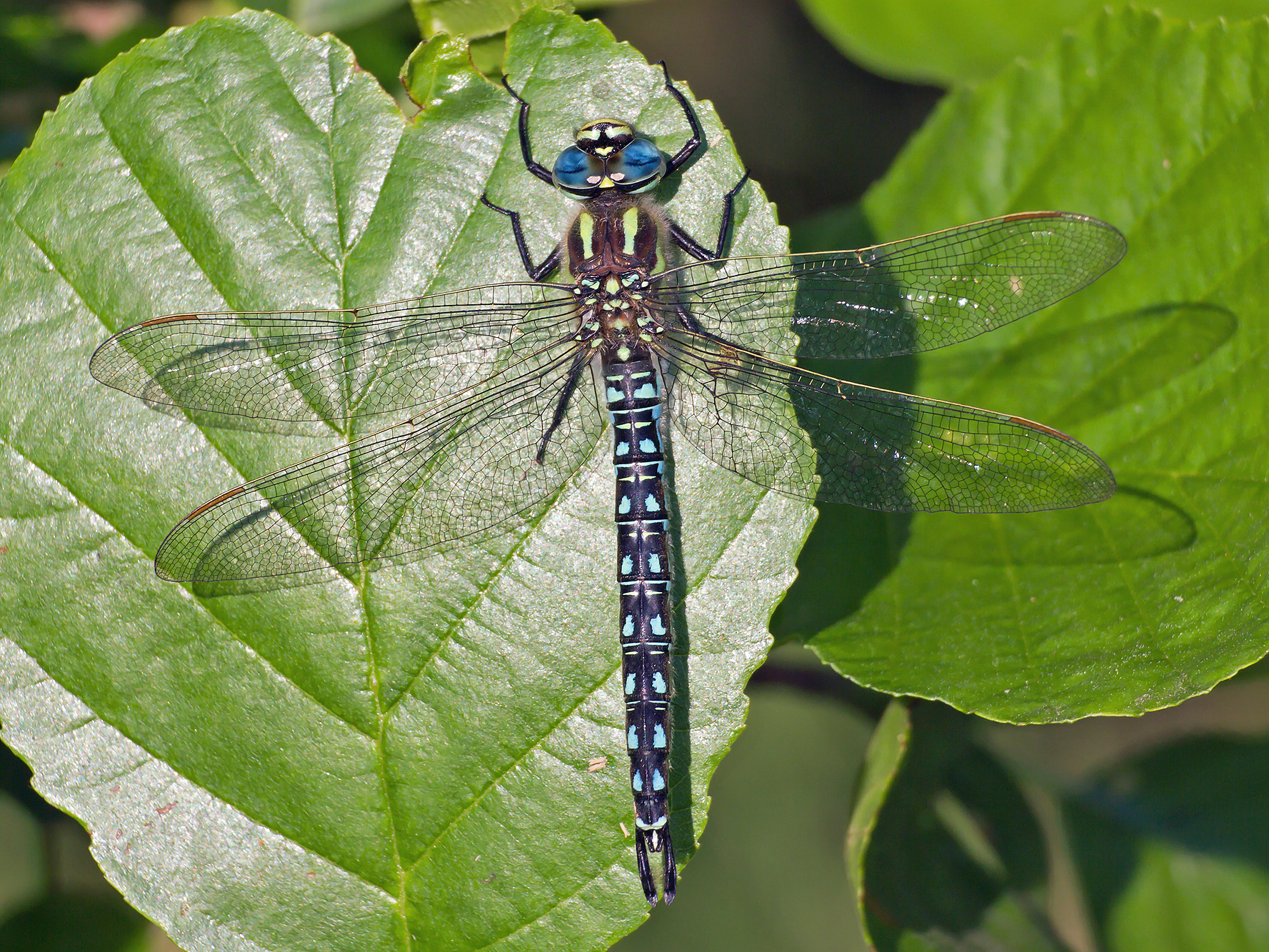
Kleine Mosaikjungfer
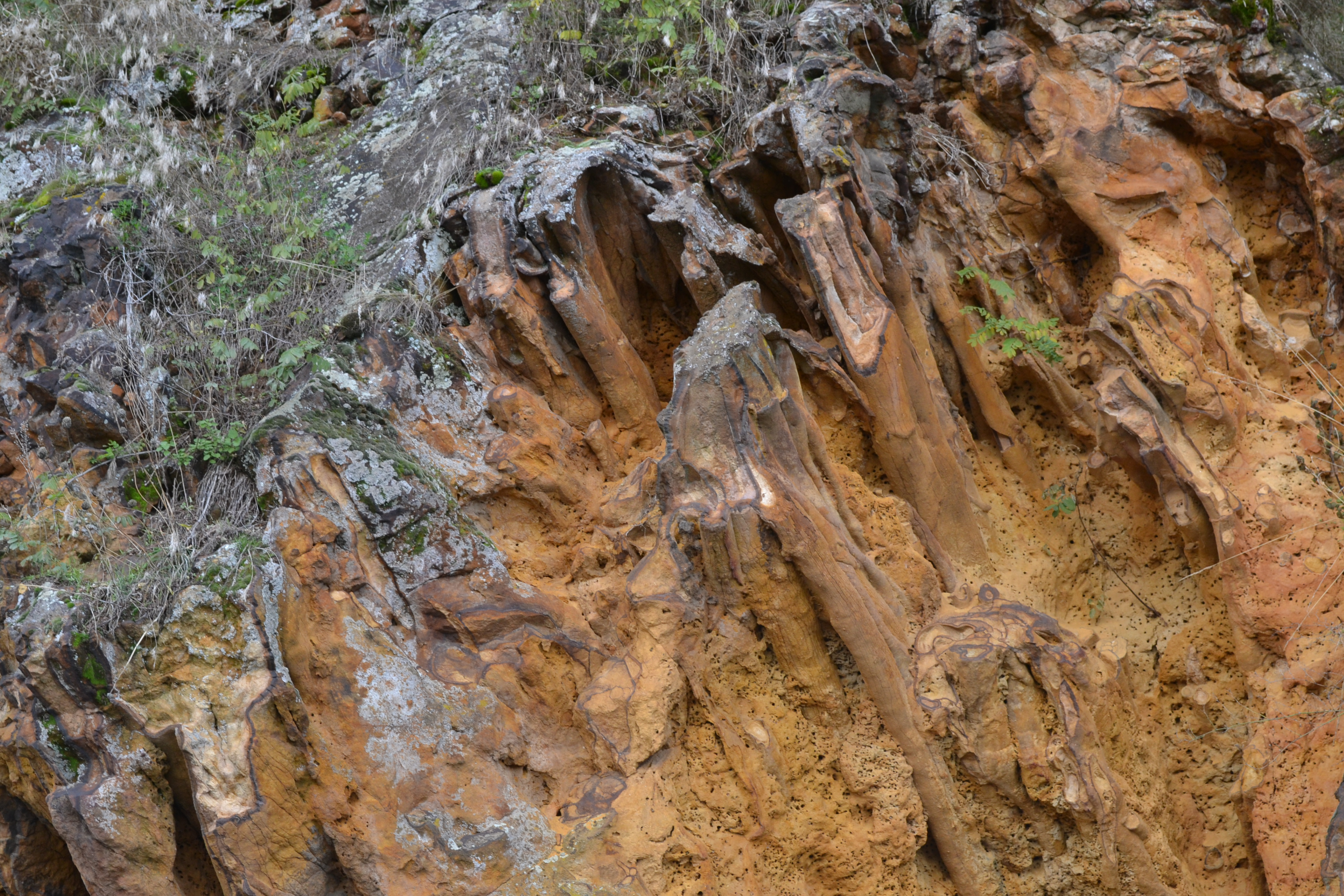
Blitzröhren von Battenberg

Am Eckbachweiher entlang verläuft der 23 km lange Eckbach-Mühlenwanderweg. Er verbindet 23 Mühlen der Region, die teilweise restauriert sind.
Der Eckbachweiher ist unter Biologen bekannt als Rückzugsgebiet für die heimische Libellenfauna und bietet neben den beiden heimischen Arten der Prachtlibellen auch gefährdeten Arten wie der Kleinen Mosaikjungfer (Brachytron pratense) Lebensraum.
Die Blitzröhren an der Auffahrt zur Ortsgemeinde Battenberg sind unter der Listennummer ND-7332-480 als Naturdenkmal eingestuft. Durch wissenschaftliche Untersuchungen wurde nachgewiesen, dass ihre Entstehung nicht auf den Einschlag von Blitzen zurückgeht, sondern dass die geologische Rarität eine mineralogische Erscheinung ist, die auf Versinterung und Erosion beruht.

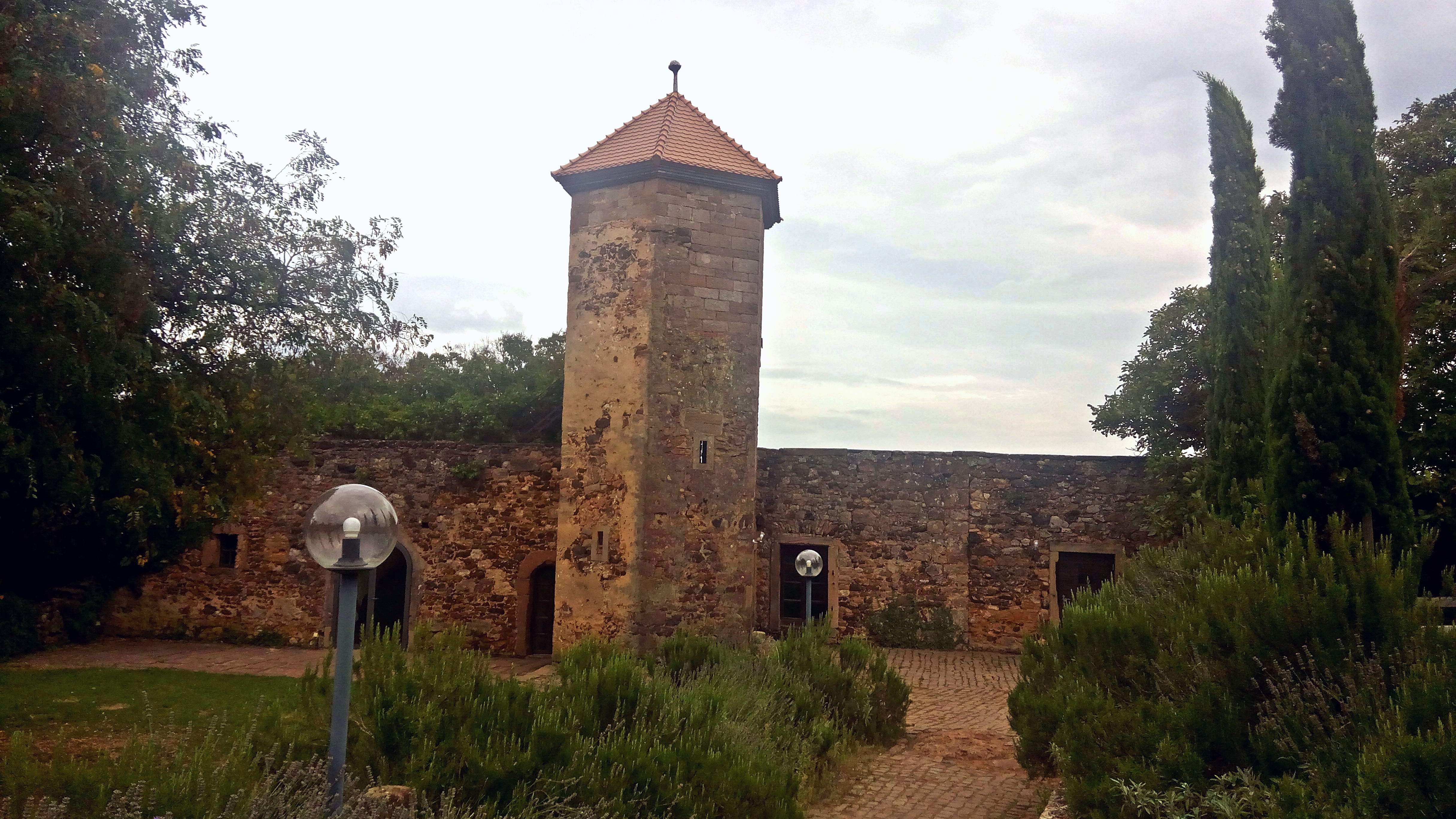
Burg Battenberg
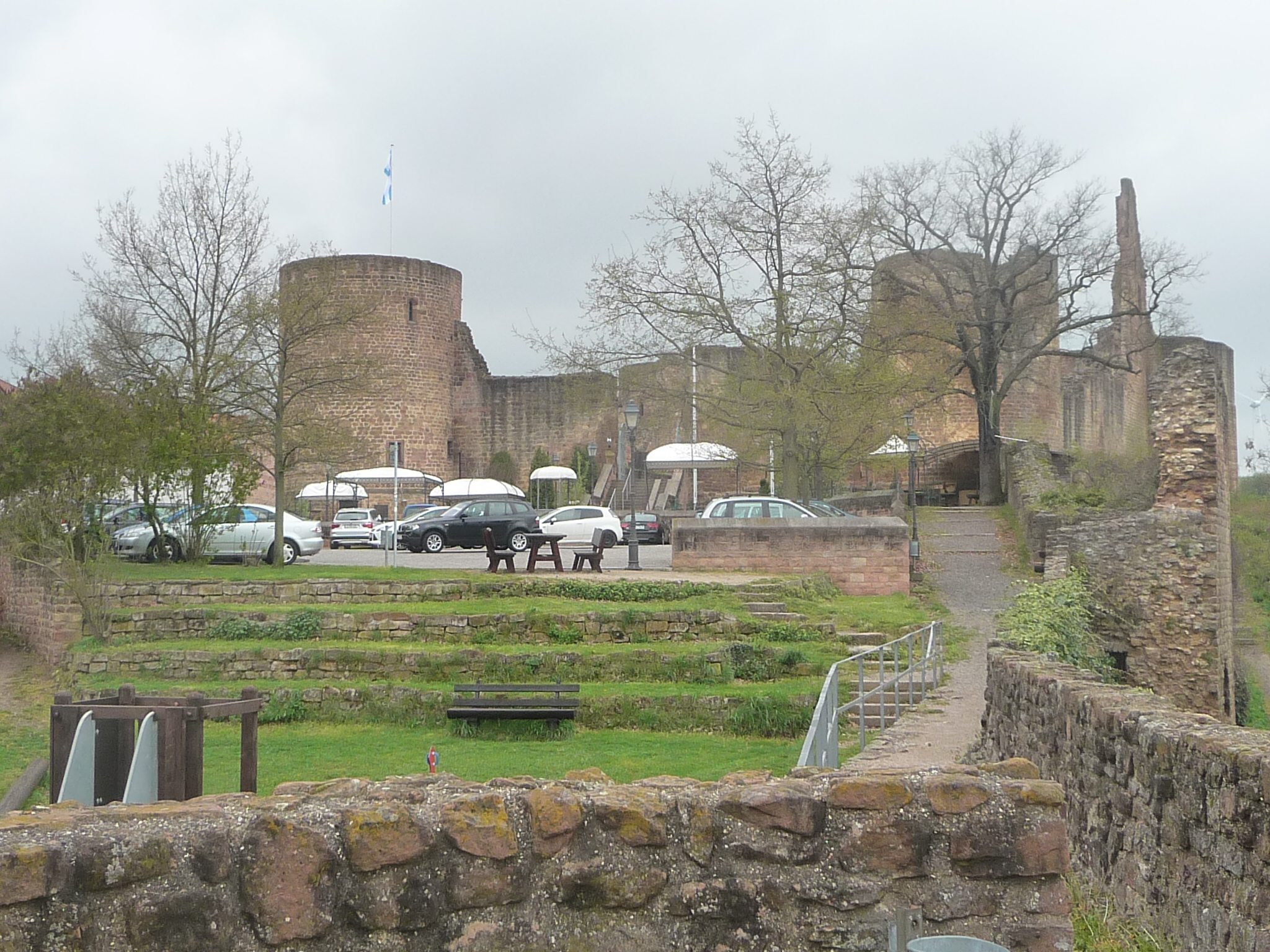
Burg Neuleiningen
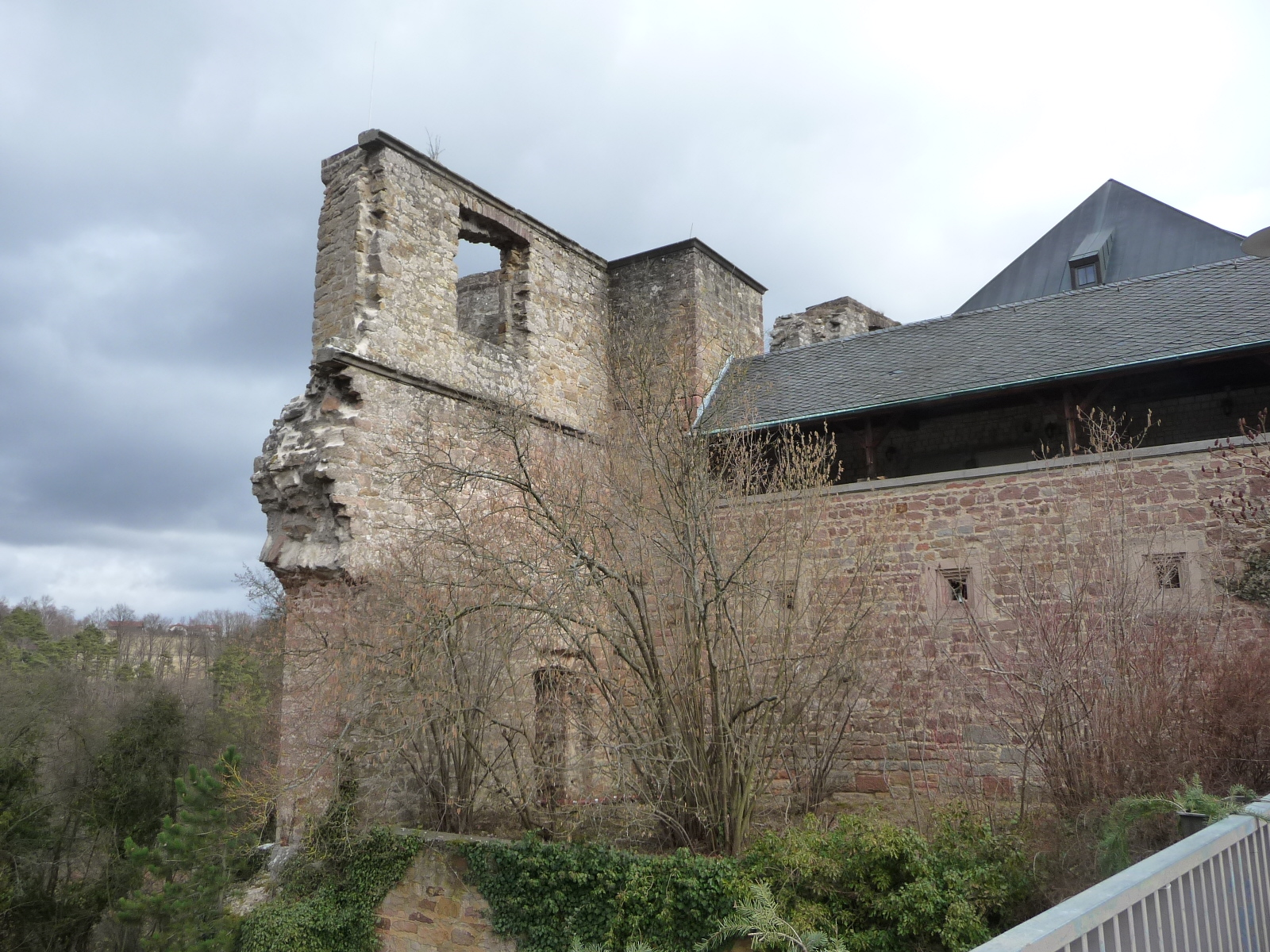
Burg Altleiningen
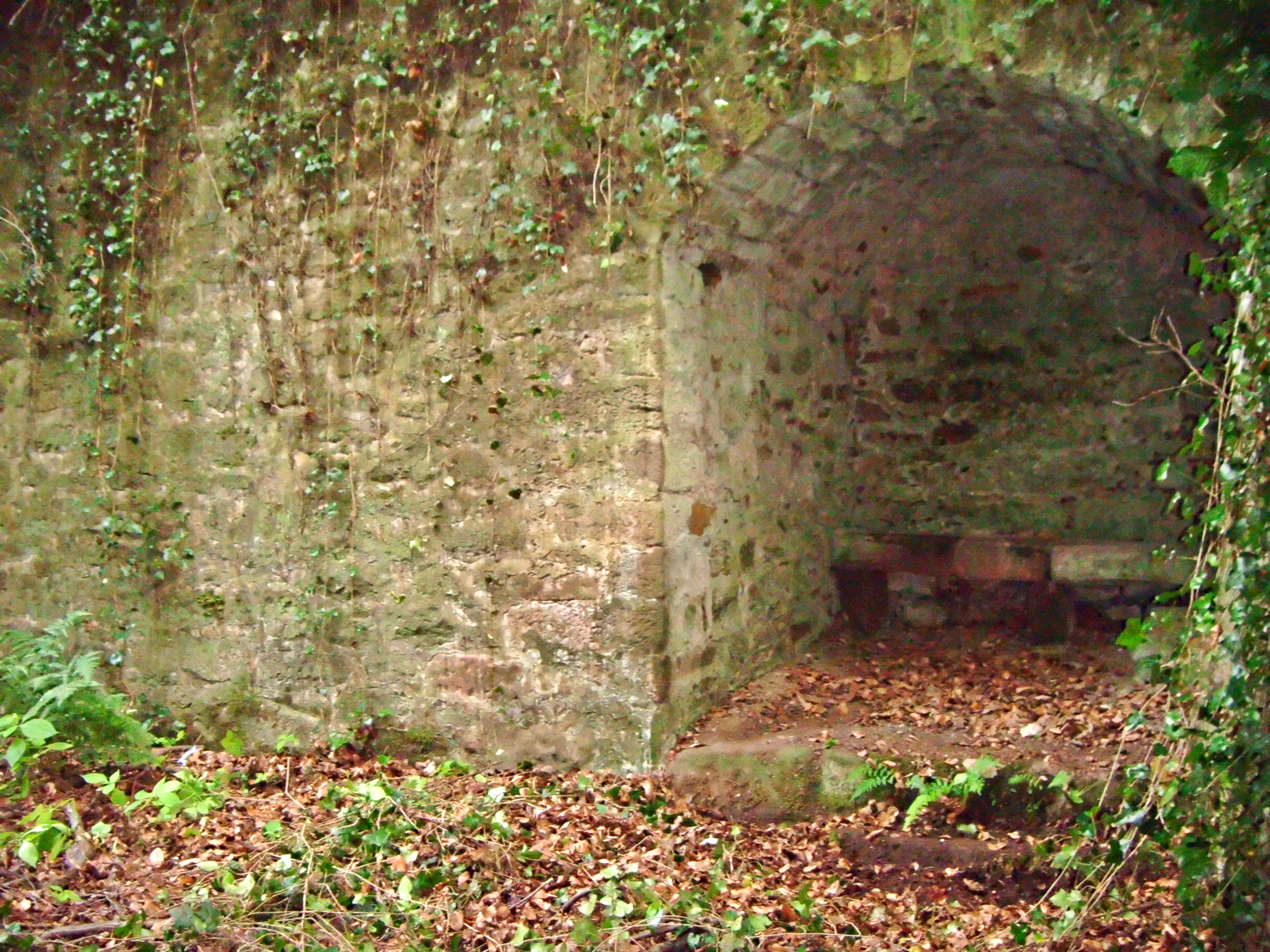
Historischer Waschplatz

Etwa 2 km östlich des Weihers, links bzw. rechts über dem Ausgang des Eckbachtals zur Rheinebene hin, liegen auf zwei Vorbergen des Mittelgebirgsteils Leininger Sporn die Burgen Neuleiningen und Battenberg, die früher dem Adelsgeschlecht der Leininger zu Eigen waren und den Taleingang schützten. Auf der 3 km südwestlich des Weihers gelegenen Burg Altleiningen, der Stammburg des Geschlechts, finden während der Sommermonate Aufführungen der Burgspiele Altleiningen statt.
Im Hanggelände des Kieselbergs südlich des Eckbachs befindet sich auf etwa 200 m Höhe der historische Waschplatz von Neuleiningen aus dem 19. Jahrhundert, eine der wenigen erhaltenen Anlagen dieser Art.